# Comité radicalement anticorrida
Pour les articles homonymes, voir CRAC.
Pour les articles ayant des titres homophones, voir Crac, Crack et Krach.
Le Comité radicalement anticorrida (CRAC) est une association française de lutte contre la corrida, créée en 1991, à l’initiative de Jacques Dary et Aimé Tardieu, sous l'impulsion de Lilianne Sujanszky, directrice de la SPA tout au long des années 1980 puis directrice de la fondation Brigitte-Bardot durant les années 1990.

## Historique
Initialement, le R de CRAC signifie « réformiste » ; au début des années 2000, l'idée que le combat doit prendre une forme différente s'impose et le R devient « radicalement » pour souligner qu’aux yeux des membres de cette association, une seule voie a un sens, celle de l’abolition pure et simple de la corrida.
Deux précisions sont ajoutées par la suite. La première est la mention « pour la protection de l'enfance », la seconde est le mot « Europe » pour situer l'enjeu à un niveau qui dépasse les frontières. À partir de la fin 2007, le CRAC devient ainsi le CRAC Europe, régi par la loi mosellane de 1908.
Le CRAC Europe est affilié à la Fédération des luttes pour l'abolition de la corrida (FLAC) qui regroupe les principales associations anti-corrida françaises, et du collectif Non à la honte française qui rassemble plus de 200 associations de la cause animale.
En octobre 2017, Jean-Pierre Garrigues annonce la dissolution du CRAC, mais à la suite de la décision des membres de son conseil d'administration, le CRAC continue finalement ses activités.

## Présidents
- 1991-2002 : ?
- 2002-2017 : Jean-Pierre Garrigues
- 2018-2024 : Didier Bonnet
- 2024 à aujourd'hui : Cyril Vaucelle

## Actions
Le CRAC Europe a mené plusieurs actions qui ont eu un impact médiatique important. Les principales sont les suivantes: 
La radiation définitive de la corrida du patrimoine immatériel de la France en 2016
L'interdiction du retour des corridas à Pérols après une coupure de 20 ans en 2024

### Manifeste demandant l'abolition de la corrida
Le manifeste du CRAC Europe demandant l'abolition de la corrida a été signé par 1 649 personnes (au 19 août 2012)[réf. nécessaire] de différents milieux : politique, artistique, littéraire, juridique, scientifique, vétérinaire, associatif, religieux, sportif, du monde des médias et de la société civile. 
Plusieurs propositions de loi demandant l'abolition de loi ont été déposées à ce jour, en particulier par les parlementaires Geneviève Gaillard, Muriel Marland-Militello et Roland Povinelli, conjointement avec le CRAC Europe[réf. nécessaire]. Aucune n'a été mise à l'ordre du jour pour le moment.

### Manifestations contre la pratique de la corrida par des mineurs
Le 8 octobre 2011, le CRAC Europe, Droits des animaux (France) et Animaux en péril (Belgique) investissent les arènes de Rodilhan, petit village à quelques kilomètres de Nîmes alors que l’agglomération nîmoise organise la finale de « Graines de toreros », spectacle de corrida dont les toreros sont des adolescents et les taureaux, de jeunes veaux. Une soixantaine de militants s'enchaînent sur le sable de l'arène pour empêcher la tenue du spectacle, lors d'une action directe non violente. De nombreux spectateurs descendent dans l'arène et les rouent de coups. L'une des militantes est déshabillée et est victime d'attouchements divers. Un autre reçoit le jet d'une lance à incendie à bout portant dans l'oreille. La scène est filmée et reprise par la plupart des chaînes de télévision, ainsi que par la presse française et internationale. À la suite de ces événements, de nombreuses plaintes sont déposées par les militants agressés, l'identification de leurs agresseurs étant facilitée par les vidéos mises en ligne. 
Quelques mois plus tard, en juillet 2012, la mairie de Rodilhan annonce qu'elle arrête définitivement l'organisation de tels spectacles.
Une action similaire (organisée par le CRAC Europe, la fondation Brigitte-Bardot et Animaux en péril) a lieu à Rion-des-Landes le 24 août 2013, où 126 militants anti-corrida envahissent le ruedo d'une arène pendant qu'une seconde équipe se charge de filmer et photographier l'événement.

### Question prioritaire de constitutionnalité en vue d'abroger la corrida
En septembre 2011, le CRAC Europe et l’association Droits des animaux saisissent le tribunal administratif de Paris d’un recours en annulation contre la décision d’inscription de la corrida au patrimoine immatériel de la France.
Dans le cadre de cette procédure, une question prioritaire de constitutionnalité (QPC) est soulevée, visant à contester la constitutionnalité de l’article 521-1 du code pénal, selon lequel les peines relatives à la cruauté contre les animaux domestiques ne s’appliquent pas aux corridas « lorsqu’une tradition locale ininterrompue peut être invoquée ». L'argumentation de cette QPC est basée sur le fait que cette exception crée de facto une inégalité des Français devant la loi : la plupart d'entre eux étant condamnés s'ils commettent des sévices envers les animaux, alors qu'une minorité peut y avoir recours en toute légalité (il s'agit d'une douzaine de départements du sud de la France).
Le Conseil d’État saisit le Conseil constitutionnel, qui siège le 10 septembre 2012. Le 21 septembre, il rend la décision selon laquelle l'alinéa permettant la corrida était conforme à la Constitution,.

### Triple manifestation pour l'abolition de la corrida à Alès
Les 11 et 12 mai 2013, de 1 200 (selon la police) à 5 000 sympathisants anti-corrida (selon les organisateurs) participent à la manifestation prenant la forme de trois défilés en deux jours dans les rues d'Alès, ville où est né le CRAC, à l'initiative de ce dernier et avec le soutien des 200 associations du collectif, en particulier la fondation Brigitte-Bardot, One Voice, la SPA, Animaux en péril, PETA, CAS International, la fondation 30 millions d'amis, L214 et Europe Écologie Les Verts.
Le 7 mai, la mairie d’Alès prend deux arrêtés pour interdire les rassemblements près du centre-ville et des arènes afin de prévenir des affrontements entre les manifestants et les amateurs de corridas et créé de ce fait une tension extrême. Après l'intervention publique de Brigitte Bardot et alors qu'un tribunal administratif déboute le CRAC de son référé contre ces arrêtés, la préfecture finit par autoriser la manifestation, mais éloigne un peu le parcours des lieux sensibles du centre-ville. L'évènement fait l'objet d'un large retentissement médiatique.

### Opération Parlement
Le 15 septembre 2014, le CRAC Europe et ses partenaires (la fondation Brigitte-Bardot, Animaux en péril, la SNDA et les Éditions du Puits de Roulle) organisent la distribution du livre Corrida la honte aux 925 parlementaires français (577 députés et 348 sénateurs).
Le 4 novembre 2014, une conférence de presse est organisée conjointement par le CRAC Europe et Damien Meslot à l'Assemblée nationale pour présenter publiquement cette opération de lobbying auprès des parlementaires, nommée Opération Parlement par le CRAC Europe.

### Non-lieu à la demande de suppression de l'inscription de la corrida à l'inventaire du patrimoine
Le 3 avril 2013, le tribunal administratif de Paris déboute les plaignants, le CRAC Europe et Droits des animaux, de leur demande de suppression de l'inscription de la corrida à l'inventaire du patrimoine immatériel. Saisie en appel, la Cour administrative d'appel de Paris rend le 1er juin 2015 un non-lieu à statuer concluant que, en raison de la décision du ministère prise en mai 2011 de retirer de son site l'inscription de la corrida au patrimoine immatériel, « La décision d'inscription de la corrida à l'inventaire du patrimoine culturel immatériel de la France doit être regardée comme ayant été abrogée », jugement entraînant l'abrogation de fait.